# LZFSE
LZFSE是一个蘋果公司创建的开源无损数据压缩算法。该名称取自Lempel-Ziv + Finite State Entropy的缩写。

## 引入
苹果在2015年苹果全球开发者大会（WDDC 2015）引入了LZFSE。同年它随iOS 9和OS X 10.11发布。

## 实现
WWDC 2016后，Eric Bainville开源了一个C语言程序库版本的参考实现。